# Alphonse John Smith
Alphonse John Smith (* 14. November 1883 in Madison, Indiana, USA; † 16. Dezember 1935 in Nashville, Tennessee) war Bischof von Nashville.

## Leben
Alphonse John Smith empfing am 18. April 1908 in Rom das Sakrament der Priesterweihe für das Bistum Indianapolis. Er wurde in den Fächern Katholische Theologie und Kirchenrecht promoviert.
Am 23. Dezember 1923 ernannte ihn Papst Pius XI. zum Bischof von Nashville. Der Bischof von Indianapolis, Joseph Chartrand, spendete ihm am 25. März 1924 in der Kathedrale Saints Peter and Paul in Indianapolis die Bischofsweihe; Mitkonsekratoren waren der Bischof von Corpus Christi, Emmanuel Boleslaus Ledvina, und der Bischof von Toledo, Samuel Stritch.
Alphonse John Smith ließ zahlreiche neue Schulen und Pfarreien im Bistum Nashville gründen. Zudem ließ er das Kloster Poor Clares in Memphis errichten.